# Prey Rumdeng
Prey Rumdeng là một xã của huyện Kiri Vong tỉnh Takéo Campuchia. Xã này giáp với biên giới Việt Nam-Campuchia, phía nam tây nam là xã Vĩnh Điều huyện Giang Thành tỉnh Kiên Giang, phía nam đông nam là xã Vĩnh Gia huyện Tri Tôn tỉnh An Giang. Phía đông nam Prey Rumdeng giáp với xã Ta Ou, phía đông đông bắc là xã Prey Ampok, phía bắc tiếp giáp xã Ream Andaeuk, phía tây bắc là xã Kampeaeng, đều là các xã cùng huyện Kiri Vong. Phía tây nam xã  Prey Rumdeng giáp ranh với xã Tnaot Chong Srang huyện Banteay Meas tỉnh Kampot.
Prey Rumdeng có mã hành chính là 2104-09, gồm các thôn làng sau: Phnum Krapeu, Buor, Chamreh, Damnak Thngan, Bapol, Trapeang Chey, Dei Kraham, Trapeang Veaeng, Trapeang Pidaor, Prey Rumdeng, Boeng Tumnob.